# Pamproux
 Pamproux  es una población y comuna francesa, situada en la región de Poitou-Charentes, departamento de Deux-Sèvres, en el distrito de Niort y cantón de La Mothe-Saint-Héray.

## Demografía
| 1717 | 1708 | 1737 | 1736 | 1728 | 1626 |
| Para los censos de 1962 a 1999 la población legal corresponde a la población sin duplicidades (Fuente: INSEE [Consultar]) |      |      |      |      |      |